# Kayunga
Kayunga è una città ugandese, capitale amministrativa del distretto omonimo ed è un importante centro commerciale e agricolo nella regione.